# Llibres dels Reis

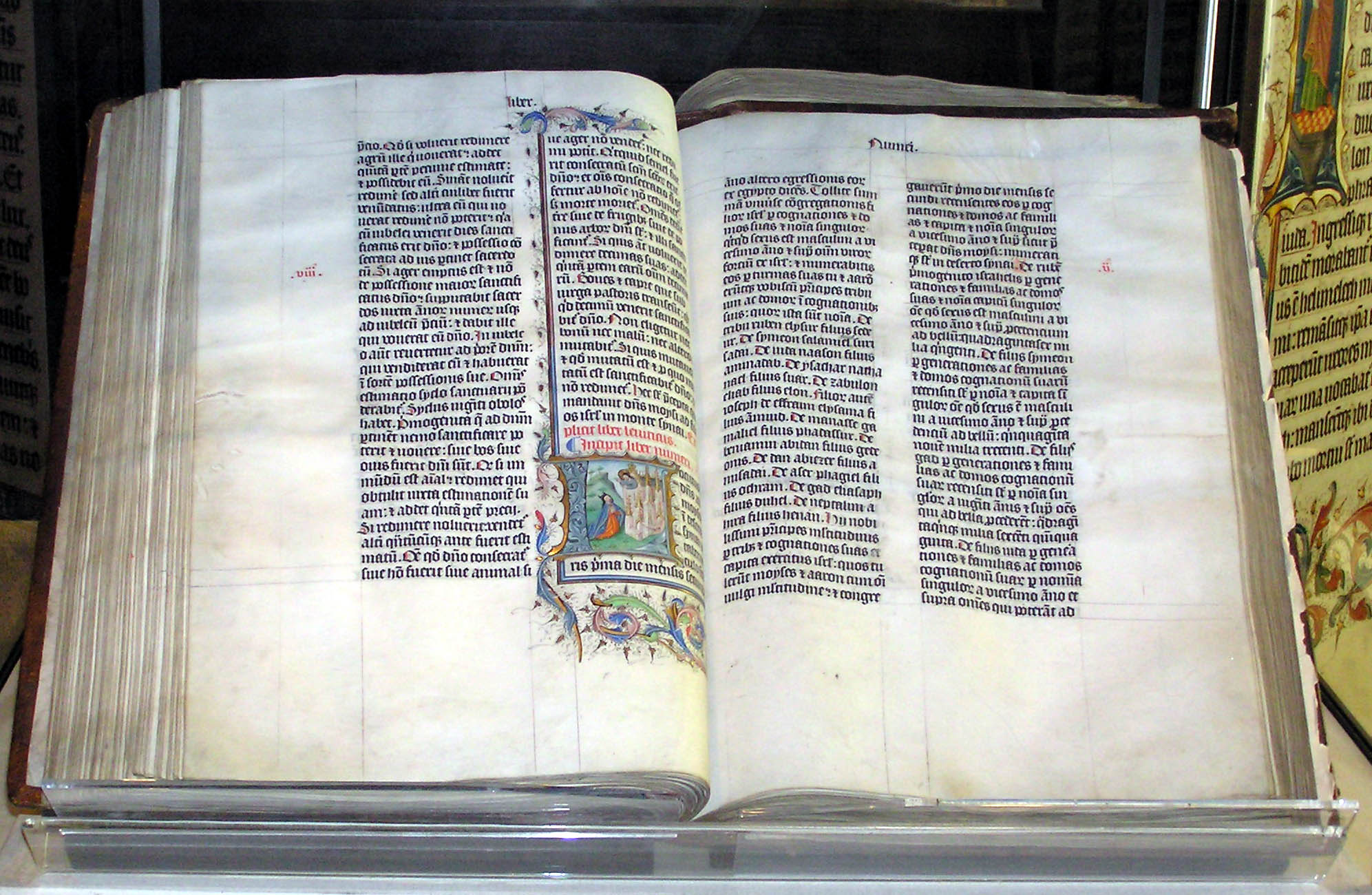
La Bíblia

El Primer dels Reis és un dels llibres de l'Antic Testament, que segueix al Segon de Samuel. El seu nom ve donat perquè formava una unitat amb el llibre Segon dels Reis i amb la història de Samuel, però la seva mida va aconsellar els cronistes de dividir-lo. Analitza la història dels regnes de Judà i Israel entre el 1015 aC i el 586 aC, especialment el regnat del Rei Salomó i la història del temple de Jerusalem.
El Segon dels Reis és un llibre de l'Antic Testament que segueix al Primer dels Reis, amb el qual formava originàriament una unitat. En ell s'explica la història dels regnes d'Israel i Judà des de la mort del rei Salomó (de forma paral·lela). L'objectiu fonamental, però, no és fer un relat històric fidel sinó explicar com el poble jueu viu la llei divina, encarnada simbòlicament en el Temple. Això justifica que el final del llibre, que narra justament la destrucció dels regnes, sigui tan breu malgrat la transcendència de l'assumpte: és només una conseqüència, conclusió de la tesi principal que s'ha de romandre fidel a la fe o sobrevenen càstigs.